# Notopogon lilliei
Notopogon lilliei är en fiskart som beskrevs av Regan, 1914. Notopogon lilliei ingår i släktet Notopogon och familjen Centriscidae. Inga underarter finns listade i Catalogue of Life.